# Typhula euphorbiae
Typhula euphorbiae är en svampart som först beskrevs av Karl Wilhelm Gottlieb Leopold Fuckel, och fick sitt nu gällande namn av Elias Fries 1874. Typhula euphorbiae ingår i släktet Typhula och familjen trådklubbor.   Inga underarter finns listade i Catalogue of Life.